# Гилфорд (Мисури)
Гилфорд (енгл. Guilford) град је у америчкој савезној држави Мисури.

## Демографија
По попису из 2010. године број становника је 85, што је 2 (-2,3%) становника мање него 2000. године.
| Група             | 2000.      | 2010.       |
| Белци             | 83 (95,4%) | 85 (100,0%) |
| Афроамериканци    | 0 (0,0%)   | 0 (0,0%)    |
| Азијати           | 0 (0,0%)   | 0 (0,0%)    |
| Хиспаноамериканци | 4 (4,6%)   | 0 (0,0%)    |
| Укупно            | 87         | 85          |